# Olof Kekonius

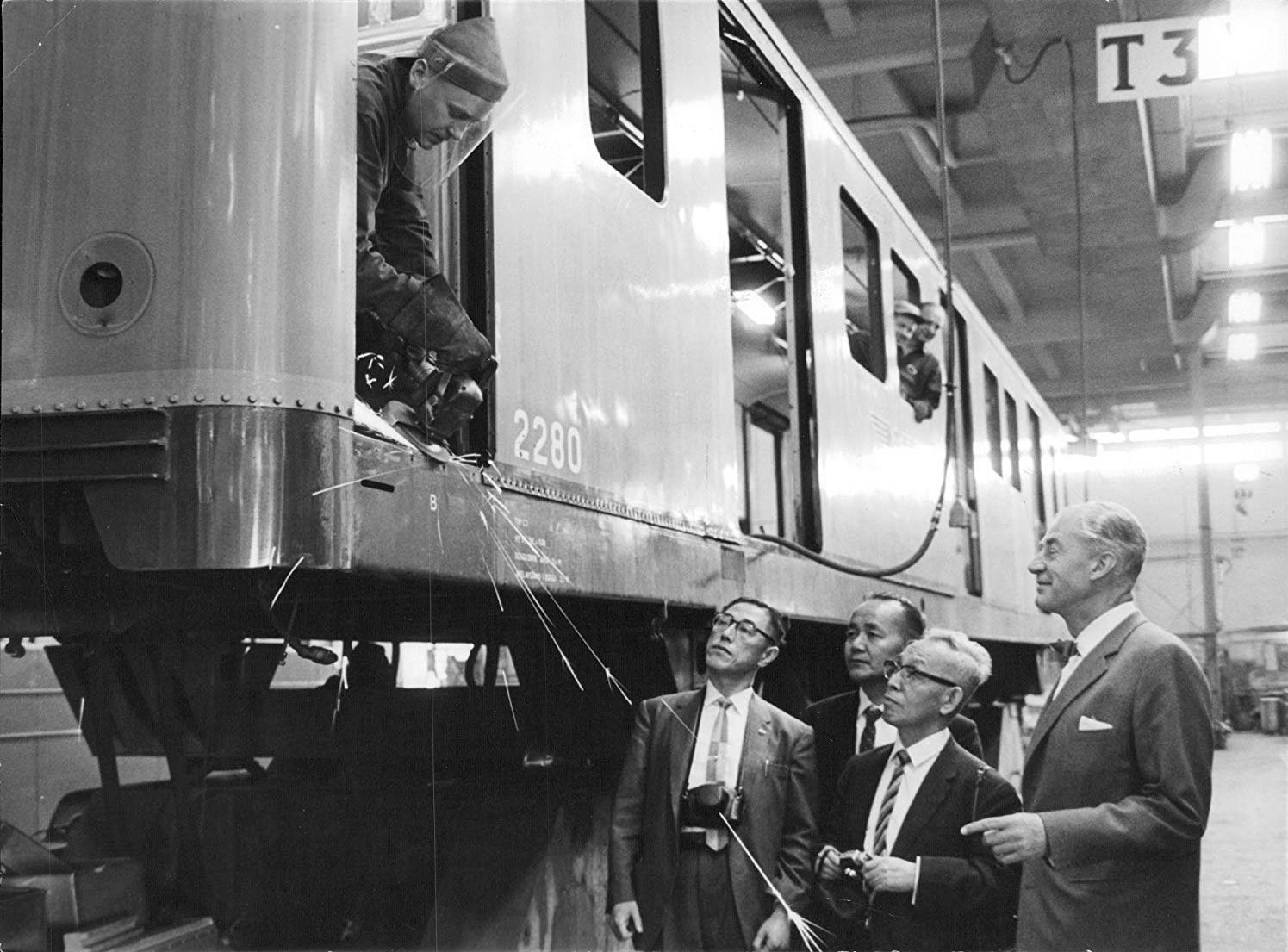
Olof Kekonius med japanska gäster i SS-hallen i Blåsut 1962.

Gustaf Olof Kekonius, född 26 juni 1903 i Norbergs församling, Västmanlands län, död 8 maj 1977, var en svensk ingenjör.
Kekonius, som var son till av landsfiskal Gustaf Kekonius och Heléne Bergengren avlade studentexamen i Västerås 1921 och utexaminerades från Chalmers tekniska institut 1926. Han blev ingenjör vid Oxelösunds Järnverk AB 1927, offertingenjör vid AB Iföverken i Bromölla 1929, konsulterande ingenjör vid AB Nordisk Bedaux 1930, arbetsstudiechef vid Sieverts Kabelverk 1935, planeringsingenjör vid AB Stockholms Spårvägar 1942, överingenjör 1947, teknisk direktör 1961, var vice verkställande direktör där 1963–1966 och för AB Storstockholms Lokaltrafik 1967–1968. Han var konsult i San Francisco 1967, Caracas 1969 och New York 1970–1973.